# Moyen-Comoé
Moyen-Comoé ist eine ehemalige Verwaltungsregion der Elfenbeinküste mit der Hauptstadt Abengourou.

## Bevölkerung
Einer Schätzung von 2007 zufolge hat Moyen-Comoé ca. 557.086 Einwohner und somit bei einer Fläche von 6900 km² eine Bevölkerungsdichte von 81 Einwohnern pro km². Bei der letzten Volkszählung im Jahr 1988 wurden 298.656 Einwohner gezählt.

## Geographie
Moyen-Comoé liegt im Osten der Elfenbeinküste und grenzt im Norden an Zanzan, im Süden an Sud-Comoé und im Westen an Agnéby und N’zi-Comoé. Im Osten liegt Ghana. Die Region ist in die Départements Abengourou und Agnibilékrou eingeteilt.